# Neil E. Schore
Neil Eric Schore (* 6. März 1948 in Newark (New Jersey)) ist ein US-amerikanischer Chemiker (Organische Chemie).
Schore ging in der Bronx und Ridgefield (New Jersey) zur Schule, studierte Chemie an der University of Pennsylvania mit dem Bachelor-Abschluss 1969 und wurde 1973 an der Columbia University über Photoprozesse in Organischer Chemie bei Nicholas J. Turro promoviert. Als Post-Doktorand war er bis 1976 am Caltech im Labor von Robert Bergman. 1976 wurde er Professor an der University of California, Davis.
1981 bis 1985 war er Camille and Henry Dreyfuß Teacher Scholar und 1989 erhielt er den Distinguished Teaching Award seiner Universität.
Schore ist inzwischen emeritiert – seine letzte Publikation stammt aus dem Jahr 2013. Bei seiner Forschung befasste er sich mit der Anheftung von Polymeren an organische Substrate, um deren Reaktivität zu ändern, mit Anwendungen in organischer Synthese und durch Übergangsmetalle katalysierten Reaktionen.
Schore ist seit 1994 Ko-Autor eines verbreiteten Lehrbuchs der Organischen Chemie mit Peter Vollhardt, den er als Post-Doktorand am Caltech kennenlernte. Laut der Datenbank Scopus hat er 84 Veröffentlichungen publiziert und mit Stand September 2019 einen Scopus-h-Index von 38 erreicht. Das meistzitierte (nach Scopus bis September 2019 über 980 mal zitiert) Werk Schores ist eine 1988 veröffentlichte Übersichtsarbeit zu Cycloadditionsreaktionen von Alkinen.
Er ist mit der Mikrobiologin Carrie Erickson verheiratet und hat zwei Kinder.

## Schriften
- Arbeitsbuch zu Vollhardt – Organische Chemie, deutsche Übersetzungen: 1. Auflage 1989[5], 3. Auflage 2000[6], 4. Auflage 2006[7], 5. Auflage 2012[8]
  - Englisches Original: Study guide and solutions manual for Organic chemistry, 6. Auflage 2010[9], 7. Auflage 2014[10], 8. Auflage 2018[11]
- mit K. P. C. Vollhardt: Organische Chemie, Schore ist seit der 2. Auflage Mitautor: 2. Auflage 1995[12], 4. Auflage 2005[13]/2007[14], 5. Auflage 2011[15]
  - Englisches Original: Organic Chemistry. Schore ist seit der 2. Auflage Mitautor: 2. Auflage 1994[16], 6. Auflage 2011[17], 7. Auflage 2014[18], 8. Auflage 2018[19]
- Transition metal-mediated cycloaddition reactions of alkynes in organic synthesis, 1988[4]